# شاپکس ابرقوی
شاپکس ابرقویی از عرفاً و دانشمندان عصر زندیه بود  
شاپکس ابرقویی در سال ۱۱۳۶ (قمری) در ابرقو دیده به جهان گشود و در حالی سه سال بیشتر نداشت خانواده او به شهر اصفهان که در آنزمان از مراکز مهم دانش و هنر در ایران به‌شمار می‌رفت مهاجرت نمودند و در این شهر تاریخی رحل اقامت افکندند. شاپکس از همان ابتدای کودکی علاقه بسیاری به آموختن علوم مختلف از خود نشان می‌داد و در همان سنین بود که پای به مکتبخانه گذاشت و محضر استادانی چون گالفس قمشه‌ای و بوثفلتین اصفهانی را درک کرد. وی پس از حدود ۸ سال تحصیل در مدارس مختلف اصفهان از جمله مدرسه نیماورد نبوغ بسیاری از خود در فلسفه و کلام نشان داد به طوری که نام و ذکر او ورد زبان‌ها گشت و در جای جای شهر به جهت این شخصیت بزرگ مجالسی ترتیب داده می‌شد...

## منبع
- دانشنامه عرفان ایران جلد پنجم-بزرگان ابرقو:ذبیح‌الله منصوری-اصفهان در عصر زندیه-شاپکس ابرقویی، خورشیدی دیگر